# Systerflesene
Die Systerflesene (aus dem Norwegischen sinngemäß übersetzt Schwesterinseln) sind drei kleine Inseln vor der Prinz-Harald-Küste des ostantarktischen Königin-Maud-Lands. Sie liegen 8 km westlich des Hamnenabben  im östlichen Teil der Lützow-Holm-Bucht. 
Norwegische Kartographen, die sie auch benannten, kartierten sie anhand von Luftaufnahmen der Lars-Christensen-Expedition 1936/37.